# Ilkka Pastinen
Ilkka Olavi Pastinen, född 17 mars 1928 i Åbo, död 12 januari 2018 i Helsingfors, var en finländsk diplomat. 
Pastinen anställdes vid utrikesförvaltningen 1952 och blev attaché i Stockholm 1955. Han blev ambassadsekreterare vid FN-beskickningen i New York 1957, vilket var avgörande för hans inriktning på FN-diplomati. Finland hade invalts i FN 1956 och befann sig i början av en inkörsperiod som erbjöd utmaningar för en ung diplomat. Vid notkrisens utbrott 1961 befann sig Pastinen på nytt i händelsernas centrum som nära medarbetare till statssekreterare Jaakko Hallama på utrikesministeriet. Det blev hans uppgift att analysera notens innebörd. Pastinen ingick också i den så kallade överstejuntan, som drev kampanjen för Max Jakobsons val till FN:s generalsekreterare. Påståendet att ledande UM-tjänstemän bedrev ett spel bakom ryggen på president Urho Kekkonen verifieras inte av presidentens dagböcker, som visar att han var informerad om det segslitna valet av ny generalsekreterare. Pastinen nämns flera gånger som möjlig ersättare för Jakobson.
Då Finland första gången invaldes i FN:s säkerhetsråd 1969–1971 var Pastinen minister och andre man på beskickning med Max Jakobson som ambassadör. Pastinen återvände som chef för FN-beskickningen 1977–1982. Under tiden var han FN:s generalsekreterares representant vid nedrustningsförhandlingarna i Genève och New York 1971–1975. Pastinen utsågs till ordförande för FN:s första utskott som förberedde den 33:e generalförsamlingens viktigaste politiska frågor 1978, ett erkännande av både hans personliga kvalifikationer och Finlands neutralitetspolitik.
Pastinen avslutade sin UM-karriär som ambassadör i London 1983–1991. Han publicerade sina minnen från diplomatåren i böckerna Yläkerran ylhäisyys (1994) och Diiva ja diplomaatti (1996).

## Utmärkelser
- Riddare av första klass av Sankt Olavs orden,  1961[1]
- Riddartecknet av I klass av Finlands Lejons orden,  1963[1]
- Kommendörstecknet av Finlands Lejons orden,  1971[1]
- Riddare av 1. klass av Vasaorden,  1971[1]
- Kommendörstecknet av I klass av Finlands Lejons orden,  1977[1]
- Militärens förtjänstmedalj,  4 juni 1981[2]
- Kommendörstecknet av I klass av Finlands Vita Ros’ orden,  1986[1]
- Kommendör av Sankt Mikaels och Sankt Georgsorden[1]

[Redigera Wikidata]